# 춘성 (1891년)
춘성(春城, 본명: 이창림, 본명 한자: 李昌林, 1891년 3월 30일 ~ 1977년 8월 22일)은 대한민국의 승려이자 독립운동가, 문인이다. 선승으로도 명성이 있었다. 출가후 받은 법명이 춘성(春城)이고, 법호는 춘성(春性)이다. 이춘성으로도 부른다. 본관은 평창(平昌)리며 별칭은 무애도인(無碍道人)이다.
강원도 출신이며 13세 때인 1903년에 출가하여 백담사에서 한용운에게 사사하였고 송만공의 문하에서도 사사하였다. 일제강점기 때에는 신흥사와 석왕사 주지, 광복 이후에는 망월사, 전등사 주지 등을 역임했다. 평생을 무소유의 정신으로 살았으며 한국 전쟁 때는 망월사를 지키기도 했고, 거침없는 육두문자 풍자로 유명하였다. 그의 풍자 중 기독교 광신도들을 조롱하여 "한번 죽었다 살아난 예수를 믿고 구원을 받으면, 내 좆은 골백번 죽었다가 부활했으니 내 좆을 믿으면 구천원 이상은 받지 않겠느냐."는 조롱이거나, "평생 한번 죽었다 살아난 것은 내 좆밖에 못봤다."는 조롱들과 경찰서에 끌려가서 내 고향은 우리 엄마 보지이고, 본적지는 우리 아버지 자지라는 풍자는 세간의 화제가 되기도 했다.
또, 그는 버스에서 "우리 주 죽었다가 사흘만에 부활했다."며 전도중인 맹렬 기독교신자를 향해 "죽었다가 살아나는 것은 아침의 내 자지밖에 없다."라고 일갈하여 화제가 되었다.
만해 한용운과 백용성, 송만공의 제자로 일제강점기 당시 반일 인사로 요시찰 인물이었으며 1940년대부터 1950년대, 1960년대, 1970년대 한국 불교계에 욕쟁이 스님으로 유명하였다. 2002년 10월 당시 한국의 철학자 겸 사상가 김용옥이 그의 육두문자 발언을 방송에 인용하여 화제가 되기도 했다.
화엄경을 거꾸로 외웠을 만큼 실력을 드러내 당대 최고의 '화엄법사'라는 명성을 얻었다. 이불의 음이 부처와 이별을 뜻한다며 평생 이불을 덮지 않고 잠을 잔 승려이기도 했다. 강원도 출신.

## 생애

### 생애 초기

#### 출생과 소년기
춘성은 1891년 3월 30일 강원도 인제군 인제면 원통리 설악동 설악산 근처에서 아버지 이인오와 어머니 밀양 박씨의 다섯째 아들로 출생하여 지난날 한때 강원도 양양군 소천면 설악산 산기슭 동네에서 잠시 유아기를 보낸 적이 있는 그의 본명은 이창림이고, 본관은 평창이었다. 그가 태어난 고장은 설악산 백담사 입구 주차장 근처인 인제면 용대2리 907번지라 한다. 그가 태어날 때 어머니 밀양 박씨는 오색구름을 탄 동자가 내려오는 태몽을 꾸고 태어났다고 한다. 그는 어려서부터 기억력이 좋고 기골이 장대하고 총명했다.
9세 되던 해에 어머니 밀양박씨을 따라 설악산 신흥사에 가서 불공을 드리다가 불상을 본 후 출가할 뜻을 밝혔다. 그러나 부모는 아들이 승려가 되는 것을 원치 않아 허락하지 않았고, 수년을 기다렸다 출가했다. 1903년 그의 세속 나이 13세 때 다시 부모를 간곡히 설득하여 출가하게 된다. 그가 승려가 되겠다고 한용운을 찾아가자 한용운은 처음에는 그가 나이가 어리다며 받아주지 않았다 한다. 여러번의 간곡한 청 끝에 한용운이 그를 받아주었다.

#### 출가와 화엄법사
1903년 봄 삭발하고 출가하였는데, 그가 출가한 출가도량은 인제 백담사이고, 은사는 만해 한용운이었다. 출가후 춘성(春城)이라는 법명을 받고, 법호 역시 춘성이다. 1911년 금강산 유점사에서 동선(東宣) 스님에게 구족계를 받은 후 경학(經學)에 전념했다. 1915년 안변군 석왕사 전문강원 대교과를 수료하고 경학(講學)과 강연으로 이름을 날려 이후 강백(講白) 또는 '화엄법사'(華嚴法師)로 명성을 날렸다.
화엄이란 '원인으로서의 수행의 꽃이 결과로서 부처님을 아름답게 하는 것'을 말하는데 화엄법문의 대가가 바로 그였다.
1917년 12월에는 다시 백담사로 가서 한용운의 시중을 들었다. 한용운은 상좌 춘성에게 먹을 갈게 하여 묵향을 맡거나 취미 선사의 시를 읊조리며 무료함을 달랬다.1918년에는 스승 한용운이 창간한 잡지 유심의 필진의 한 사람으로 참여하였다. 한용운은 유심을 창간할 때 그에게 상의하였다 한다.

#### 불교잡지 유심
1918년 한용운은 그에게 다시 경성으로 가자는 제의를 한다. 그러나 춘성은 쉽게 답을 하지 못했다. 한용운은 그에게 "다시 한양으로 갈까?"하고 제의 한 후,"우리 잡지나 한번 해보자."라고 하였다.
| “ | 춘성 수좌는 잡지가 뭔지 모르는가? 거, 최남선이 발행한《소년》같은 거야.《소년》을 아직도 못 봤는가? | ” |

"못 봤습니다만 돈은 어디에서 얻어옵니까?"라고 하니 한용운은 "오세암 관세음보살님이 다 도와주실 거네."하고 답하였다. 한용운은 새로 짓는 잡지의 이름을 그와 상의하였다. 한용운이 춘성 수좌, 잡지 이름을 하나 지어보게 하자 춘성은 '스님께서 미리 점지해 둔 이름은 어떤 것입니까?'하였고 한용운은 유심(惟心)이 어떤가 하였다. '모든 것은 마음이 짓는다, 라는 일체유심조라는 말에서 빌린 것 아닙니까 하자 한용은 그런 것만은 아니지만 어감이 어떠냐고 되물었다.
| “ | 너무 불교적이지 않습니까? 판매를 염두에 두신다면 최남선의《소년》처럼 쉽고 외우기 편해야 할 것 같습니다. | ” |

이에 한용운은 "모르는 소리다. 소년이 뭔가. 잡지란 중생들의 무지를 깨뜨려주고 지혜를 주는 목탁같아야 하는데, 소년은 아이들끼리 돌려보는 책 이름이야."라고 하였다. 한용운의 진지한 설명에 춘성은 머지않아 잡지가 하나 탄생하겠구나 하고 생각했다. 1918년 장마가 끝나자 만해는 곧 오세암을 떠났다. 춘성에게 온다 간다 말 없이 도망치듯 사라졌다. 한용운은 그해 11월 종로통 계동에서 잡지 유심을 발행하였다. 춘성은 바로 유심의 필진의 한 사람으로 참여하였다.

### 상좌 생활과 수행

#### 한용운의 상좌와 옥바라지

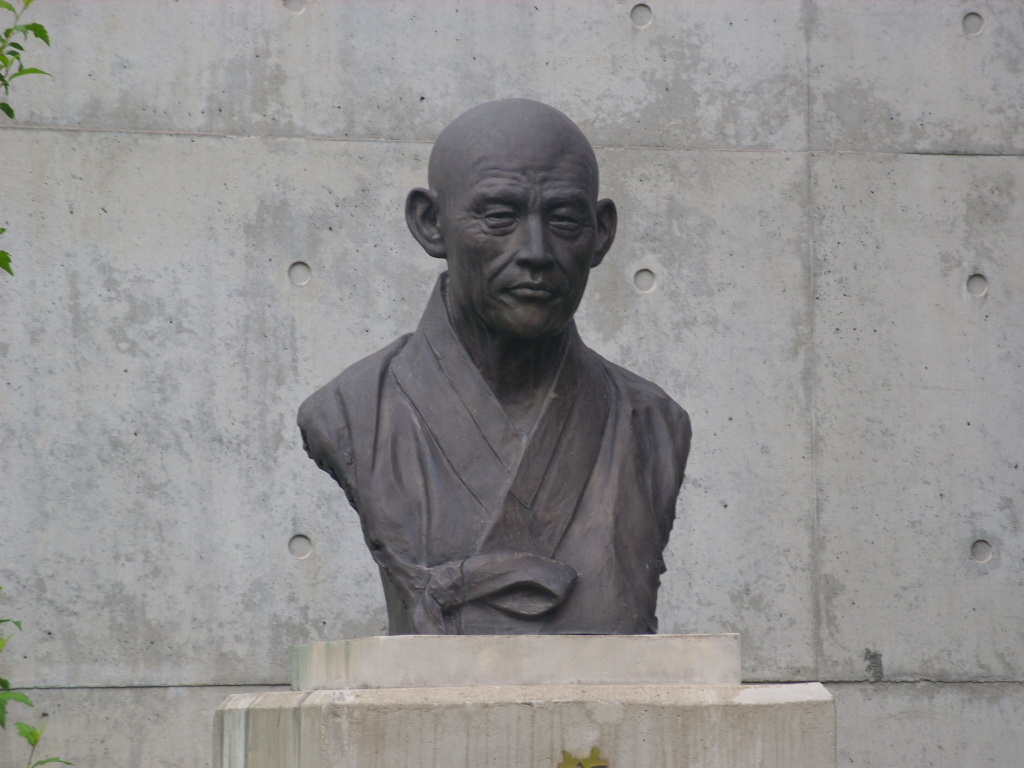
스승 한용운

13세의 소년이던 이창림이 만해 한용운을 찾아가 승려가 되겠다고 간청하였으나 한용운은 그에게 "승려는 아무나 하는 것이 아니야."라며 허락하지 않았고 방문을 닫고 받아주지 않았으나 어린 이창림은 며칠 동안 꼼짝않고 그 자리에 부동자세로 있었다. 며칠을 꼼짝않고 한 자리에 가만히 있다가 어느날 갑자기 비가 내리자 "아! 경계 좋다. 이곳에서 살지 않는다면 어디에서 산단 말인가."하며 혼자 노래를 부르며 춤을 추었다. 한용운이 문을 열고 보니 발가벗은 소년 창림이 가지 않고 비를 맞으며 춤을 추고 있었으므로, 바로 받아들여 제자로 삼았다고 한다. 한용운은 춘성의 재질이 보통이 아님을 알고 기뻐하였다 한다. 이후 한용운에게서 사사하고, 송만공 스님을 찾아가서 그에게도 배웠다고 한다.
만해는 1년 8개월 동안 미결수로 지내다가 징역 3년 형을 받았다. 이때 옥바라지는 상좌 춘성의 몫이었다. 그러나 춘성이 사식을 바랑에 넣어 가져오면 한용운은 버럭 화를 내곤 하였다."이놈아! 뭐하러 가져왔느냐! 아홉 귀신 먹다 남은 것을 내가 먹을 줄 알았느냐."는 것이 한용운의 대답이었다.
1919년 29세에 스승을 찾아 백담사에 가자 때마침 긴 가뭄 끝에 폭우가 내렸다. 그런데도 스승은 골방에서 집필에만 몰두하고 있었다. 춘성은 스승을 향해 "이 좋은 날에 방안에 쳐 박혀 무얼 하느냐."고 힐난하고 옷을 몽땅 벗은 채 덩실덩실 춤을 추었다. 선지식은 물론 일본 총독부조차 어쩌지 못했던 스승 만해에게 그랬을 정도로 춘성에겐 넘지 않아야 할 선이란 없었다.
한용운이 3.1 만세 운동을 선동했다는 죄목으로 서대문 형무소에 수감되어 계실 때 수시로 사식을 넣고 면회를 오는 상좌는 춘성 한 사람 뿐이었다. 춘성은 만해 스님의 상좌들 중에서도 그다지 똑똑하거나 유능한 상좌가 아니었음에도 만해는 그를 높이 사기도 했다. 임정의 위치 상해시 보경리 4호라는 주소를 알고 있었지만 한번도 이를 입밖에 내지 않기도 했다. 그런 춘성이 어느 날 만해의 고문 흔적을 목도하고는 1922년 3월 어느날 스승을 살려내려 법당 소속의 토지문서와 등기부를 모두 팔아서 만해의 보석금을 내서 석방하게끔 했다. 그러나 한용운에게 도리어 "내가 뭔데 네가 감히 부처님의 재산을 함부로 사취해서 처분하느냐? 너는 이제부터 내 제자가 아니다."라고 꾸중을 들었다. 그 뒤로 춘성은 "나에게는 스승님이 계시지 않습니다."라고 했다고도 한다.

#### 한용운과 임시정부의 연락원
그 뒤 일제는 춘성에게 협력을 요청하였으나 춘성은 거절하였다. 스승인 한용운이 투옥되었을 때는 옥바라지를 도맡아 하기도 한다.1919년 3.1운동을 주도한 한용운이 민족대표의 한 사람으로 서대문 형무소에 투옥됐다. 그 뒤 춘성스님은 망월사에 머물며 은사의 옥바라지를 하였다. 이때 그는 "아무리 날씨가 추워도 은사가 차가운 감방에서 떨고 계신데, 어찌 제자인 내가 온기 있는 방에 몸을 누이고 잠을 잘 수 있겠소."라며 춘성은 방에 불을 땐 적이 없었다.
| “ | 제 스승이 독립운동을 하다 왜놈들한데 붙잡혀 지금 서대문 감옥의 추운 감방에서 떨고 계신데, 그 제자인 제가 어찌 따듯한 방에서 잠을 잘 수 있겠습니까? | ” |

그는 스승이 감옥에 가자 그 뒷바라지를 하며 땔감이 절에 가득한데도 한겨울에 불을 때지 않은 냉방에서 자며 수행을 했다.
그는 옥살이하는 스승의 뒷바라지를 다 했다.한용운이 석방된 후에도 냉골에서의 수행은 계속되었다. 동장군이 기세를 부리는 한겨울에도 냉기 가득한 방에서 참선하여, 보다 못한 도반들이 따뜻한 물을 강제로 입에 넣어주었을 정도였다. 한용운의 면회 중 춘성은 수시로 면회를 했고, 이 과정에서 '조선독립의 서'를 몰래 받아 범어사의 한 스님에게 전달해 우편으로 상해 임시정부에 도착할 수 있도록 했다. 한용운의 조선독립의 서는 1919년 11월 4일 임시정부 기관지인《독립신문》에 게재됐다. 동시에 옥중에 있는 한용운의 밀서를 받아 상하이 임시정부로 보내기도 했다.
그 뒤 스승 한용운의 밀지를 상하이 대한민국 임시정부로 보내기도 했고, 1920년 백담사를 떠나 설악산 신흥사 주지로 부임하였다. 또한 서울 대각사에서 당대의 선지식이던 용성(龍城) 선사의 문하에서 10년 간 정진하기도 했다.

#### 주지와 참선
1920년 신흥사 주지를 맡았으며, 재임시 불전답(佛田畓)을 많이 확보하였다 한다. 1925년 석왕사 주지를 맡았으며 경성부 삼청동의 불자들의 힘으로 칠보사를 창건하였으며 칠보사 주지로 있으면서 양주군 노해면 도봉리 도봉산 원통사의 중창에도 참여하였다.
춘성은 백용성의 대각교당의《화엄경》법사로 나서면서 어린이 대상 대각일요법회서 교사로도 활동했다. 1928년 6월 월간 불교에도 춘성의 이름이 거명됐다. 그는 월간 불교지의 필진으로도 참여하여 활동했다.
1930년 덕숭산 수덕사를 찾아가 만공 월면(滿空月面)의 문하에서 법사로 전법수행하셨다. 만공 월면이 '별전일구(別傳一句)가 재기처(在基處)요'하며, 춘성스님은 우렁찬 목소리로 일갈(一喝)하며 되받으나 만공은 이를 수긍하지 않았다. 춘성스님은 삼배를 올리고 물러나와 정혜사 큰방으로 들어가 문을 폐(閉)하고 정진을 했다. 이어 춘성은 수덕사 정혜선원에서 겨울에 옷도 제대로 입지 않고, 불도 지피지 않고 장좌불와(長坐不臥)로 참선수행을 거듭하였고, 1937년부터는 금강산 유점사에서 3년간 수행하다 마지막 동안거 결제일에 "이제 잠은 항복받았다."고 하여 해탈하였다.

#### 엄격한 수행 생활
춘성은 후학들에게 있어 수행자의 본분은 무소유에 있음을 강조하고 몸소 실천에 보이는가 하면, 참선하는 수좌가 두꺼운 옷을 입거나 사치품을 사용하는 것을 결코 허락하지 않는 엄격함을 보이기도 했다.
그는 한겨울에 찬방에서 눕지도 먹지도 않은 채 14일간 정진하기도 했다. 이 때 몸이 굳어 죽음 직전에 이르렀을 때 비몽사몽간에 관세음보살이 놓아준 금침을 맞고 기사회생했다고 한다. 춘성은 못마땅한 일을 보거나 겪으면 주저없이 즉석에서 육두문자로 대성일갈 호통을 내렸다. 조선총독부의 일본 형사들도 그의 호통에 움찔하여 되돌아가곤 했다. 덕숭산에서 정진할 무렵 춘성은 "수마가 깨달음에 이르는 가장 큰 장애이다."라면서 추위가 심한 북방에 자리한 금강산 유점사로 수행처를 옮겼다. 금강산 유점사에서 수행하고 있을 무렵, 겨울이 되자 춘성은 정진 중에 사정없이 몰려오는 졸음을 물리치기위해 비장한 결심을 했다. 그는 법당 뒤 빈터에 구덩이를 파고 그 자리에 큰 항아리를 묻은 다음, 그 항아리에 냉수를 가득 채웠다.
잠을 이기기 위해서 한 겨울에 물항아리 속에 들어갔다. 한겨울에 찬방에서 눕지도 먹지도 않은 채 14일간 정진하기도 했다. 이 때 몸이 굳어 죽음 직전에 이르렀을 때 비몽사몽간에 관세음보살이 놓아준 금침을 맞고 기사회생했다고 한다.
엄동설한 자칫하면 항아리에 가득 찬 냉수가 얼어 항아리가 터질 지경이었는데 춘성은 참선수행을 하다가 졸음이 밀려오면 옷을 벗어 던지고 그 찬물 담긴 항아리 속으로 들어가서 머리만 내밀고 앉아 정진을 했다. 발가벗고 항아리 속에 들어 앉아 참선하면서 춘성 스님은 웃으며 쾌재를 불렀다. 그는 "이제야 졸음한테 항복을 받았다!"라며 수행자로서 춘성은 자기 자신에게 엄격하였고 서릿발 같았다. 제운에 의하면 "춘성의 혹독한 수행은 자신의 목숨까지도 위험에 빠뜨리곤 하였는데, 깨닭음의 경계를 넘기 위한 그의 독한 결심과 의지 앞에서 나는 그저 고개를 저을 수 밖에 없었다." 고 한다. 이를 보고 놀란 조선총독부 형사들도 그를 더 이상 함부로 건드리지 못하였다. 그는 출가 이후부터 입적할 때까지 평생 이불을 덮지 않고 자기도 했다. 이불은 이불(離佛)이라며 부처님을 떠난다는 뜻이기 때문이라 하였다.

### 승려 활동

#### 사생활 공개
춘성은 생전 서랍이든 문이든 잠그지 않았다. 잃어버릴까 봐 걱정이 된 제자 하나가 춘성에게 물었다. "스님, 그래도 잠가야지요."하니 춘성은 "야 이놈아! 내가 아비 어미 다 버리고 중이 되었는데, 무엇이 그리 중요한게 있다고 잠그겠느냐?"라고 하였다.
춘성은 일상생활을 할 때에도 항상 넓은 방에서 기거를 하였다. 모든 사람이 오다가다 방안을 들여다볼 수 있는 방에서 생활하였다. 대중이 잘 볼 수 없는 뒷방에서는 절대 머무르지 않았다. 조용헌은 이를 두고 "그만큼 투명하고 공개된 일상을 보냈다는 뜻이다."라고 하였다. 그는 문이 열려 있더라도 그는 태연히 옷을 갈아입기도 했다.
춘성은 '욕쟁이 스님'이라는 별칭을 얻을 정도로 수행자로서 음담패설을 즐겨했지만, 그럴수록 그에 대한 비판보다는 오히려 수많은 운수객들이 그의 법문을 들으러 더 몰려들었다. 그는 음담패설에 일가견이 있었지만 오히려 그의 법문은 최고의 인기를 끌었다.

#### 수행 활동

##### 내 좆은 골백번 부활한다
일제강점기 때에도 버스와 전차, 기차에는 예수천국 불신지옥을 외치는 극렬 기독교인들의 공격적인 선교가 기승을 부렸다. 극렬한 기독교 선교자들의 예수천국 불신지옥은 총독부 당국조차 손대지 못하였다. 기독교 선교자들 하나를 일본 헌병이나 경찰이 체포하려 들면 이를 외국에 알려서 일본 정부와 조선총독부를 종교의 자유도 허용 못하는 옹졸한 존재로 몰고가 난처하게 만들었으므로, 총독부 조차도 손을 못대고 있었다.
춘성 스님이 경성부 녹번리에서 버스를 타고 가는데 어떤 기독교 전도자들이 버스 차내에서 예수천당 불신지옥이란 피켓을 들고 선교활동을 하고 있었다. 이 때 기차 안에 춘성이 앉아 있는 걸 보고 더 큰소리로 외쳐댔다고 한다.
예수를 믿으라. 그러면 구원을 얻으리라. 예수는 독생자로 태어나 인류를 위해 십자가에 못박혀 죽으시고 3일 만에 부활하셨나니...

그 중 어떤 기독교 신자가 와서 춘성의 머리 위에 손을 대고는 부처는 죽었지만 예수는 한번 죽었다가 다시 살아나신 분이라며 한번 죽은 부처 대신 죽었다 살아나신 예수를 믿으라고 했다. 이때 춘성이 좌석에서 벌떡 일어나서 말하였다.
야 이놈아! 그럼 너는 내 좆을 믿거라. 예수는 한번 죽었다가 다시 살아났는데 내 좆은 매일 죽었다가 매일 다시 살아난다. 한번 죽었다가 다시 살아난 예수를 믿고 구원을 받는다면, 골백번 죽었다 다시 살아나는 내 좆을 믿으면 구천원 이상은 받지 않겠는가!

승객들은 폭소를 터트리고 기독교 전도자들은 아무말도 못하고 혼비백산 전차에서 내렸다고 한다.

##### 선승과 연구

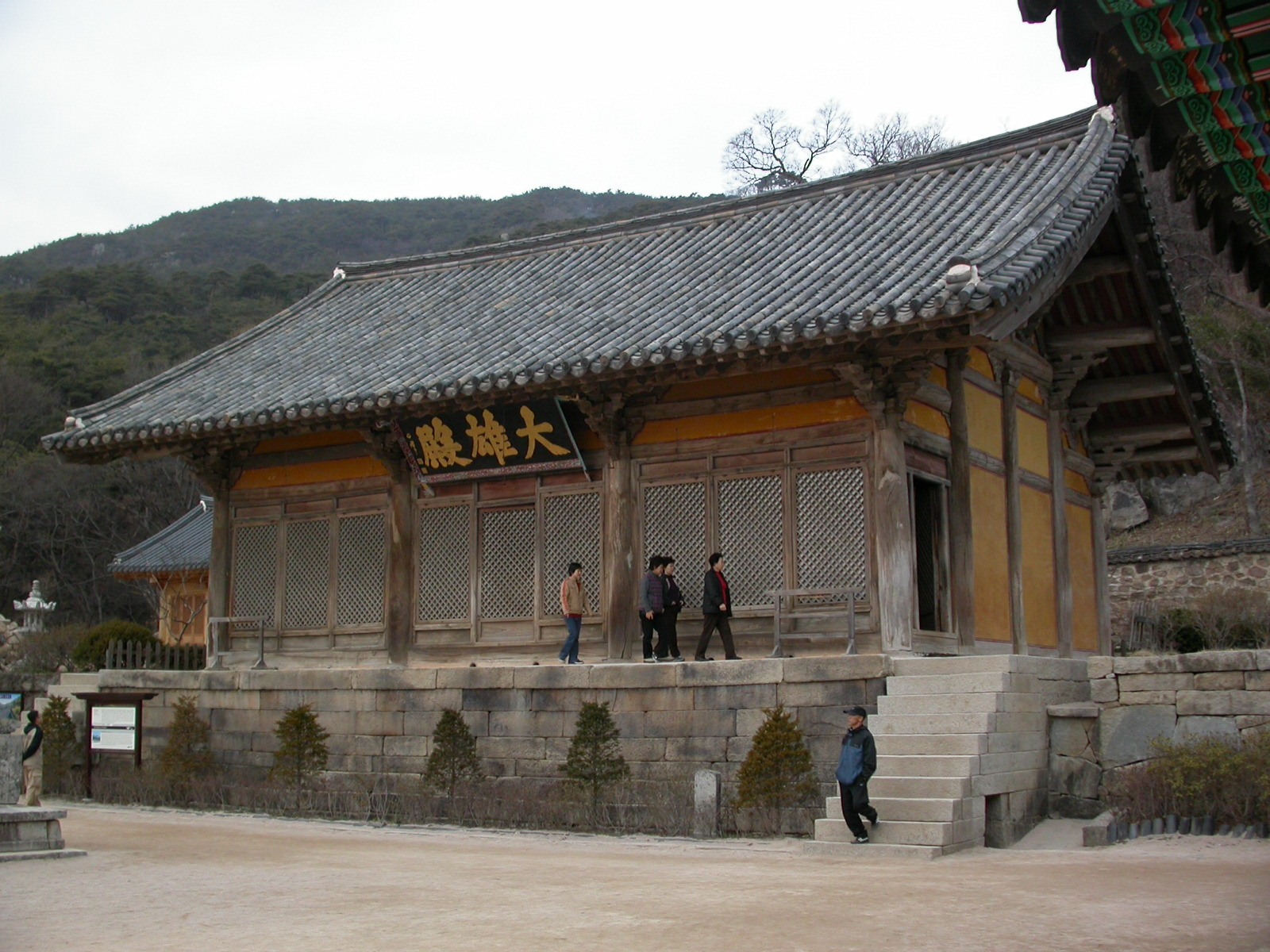
덕숭산 수덕사 본당

1940년 2월 이후 조선총독부는 미나미 지로의 담화 이후 창씨개명과 협력을 요청하였으나 춘성은 이를 모두 거절하였다. 1940년 흥국사에 가서 수행, 깨달음으로 오도송을 지었다. 그 뒤 1944년 스승인 한용운의 입적을 본 후 세상이 무상함을 탄식하고 모든 것을 놓고 만공(滿空)을 찾아갔다. 1944년 덕숭산 만공 회상에 들어가, 그의 가르침을 받았는데 만공이 말재주와 글쓰는 재주가 뛰어난 점을 염려하였다. 그러자 춘성은 오직 화두 참구로 수행에 전념했다. 이때 만공스님을 법사로 건당(建幢)하여 춘성(春性)이란 법호를 받았다.
젊은 시절 서울 대각사에서 당대의 선지식이던 용성 선사의 문하에서 10년 간 정진하기도 했던 춘성은 50살이 되어 뒤늦게 충남 예산 덕숭산 정혜사에서 만공 선사를 만나 크게 발심했다. 춘성은 수덕사에서 만공 화상에게 '무 (無)'라는 화두를 받게 되었는데, 이 화두가 그에게 있어 수행의 지표이자 원칙이 되었다. 춘성은 무소유와 무애행을 일관되게 실천하였다. 이어 그에게서 간화선을 수행하였다. 그는 한 겨울에도 불 한번 지피지 않고 장좌불와했으며 항아리에 물을 채워놓고 그 속에 들어앉아 졸음과 싸우며 수행하기도 하였다.
1945년 8월 15일 간화선을 수행하던 중 망월사에서 해방을 맞이한다. 그뒤 덕숭산으로 되돌아가 참선에 정진하였다. 1946년 10월 20일 만공의 입적 이후 경기도 양주군 의정부읍 북한산의 망월사로 왔다.
한편 그는 끊임없이 경전을 익혀 화엄경, 금강경 등에 통달하였다. 〈화엄경〉을 거꾸로 외울 정도로 경학(經學)에도 밝아 그는 대덕으로 추앙받았다.

##### 노처녀에게 준 깨달음
어느 노파에게는 나이 들도록 시집을 못간 노처녀 딸 또는 손녀 딸이 있었다. 그 노처녀의 콧대는 높아서 웬만한 총각을 모두 다 걷어차기 일쑤였다. 할머니는 딸 또는 손녀 딸을 시집보내게 해달라고 사찰에 불공을 드리곤 했다. 춘성은 법문을 설파하던 중 그 노처녀를 지목하고 "네 좁아터진 그 곳으로 내 큰 것이 들어가겠느냐."고 하였다. 놀란 노처녀는 홍당무가 되어 그만 법당을 뛰어나가고 말았다.
| “ | 큰스님은 사이비 땡초요, 엉터리요. | ” |

집에 돌아와서 할머니에게 스님의 법문 내용을 말하매 할머니는 "그러면 그렇지, 바늘도 안 들어갈 네 좁은 소갈머리에 어찌 바다 같은 큰 스님의 법문이 들어가겠느냐."하며 노처녀를 나무랐다. 춘성은 그저 크고 작다고 만 한 것인데 그 노처녀는 자기 생각으로 성적인 생각을 했던 것이었다. 뒤늦게 노처녀는 춘성의 큰 것은 지혜이자 깨달음이며 좁아터진 것은 짐작으로 법문을 성적인 것으로 받아들여 오해한 처녀의 머리와 마음이었다.

#### 해방 이후

##### 나는 중대장이다

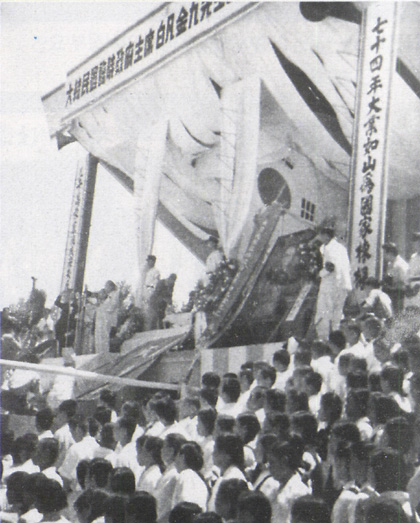
백범 김구의 국민장

종로와 원당에 사는 지인의 집을 들리거나 곡차를 마시고 되돌아가기도 했다. 어느 날 춘성 스님께서 새벽 1시나 2시경에 늦은 시간에 절로 올라가시다가 통금령에 걸렸다. 그러나 춘성은 경찰의 검문검속에 불응하고 다른 곳으로 가자. 스님을 강도로 오해한 경찰은 스님을 추격하였다.

- 방범대원 : 거기 누구요?
- 춘성 : 나, 중대장이야!
- 방법대원 : 아니, 스님이 아니십니까?
- 춘성 : 아! 내가 중의 대장이지!

경찰이 누구냐며 손들 것을 요구하자 그는 스스로 "나 중대장이다."라고 대답했다. 경찰은 술에 취한 군인으로 오인, 엄하게 다스리러 갔으나 군인이 아니라 스님이었다. 경찰이 '왜 중대장이라고 거짓말을 하느냐'며 추궁하자 그는 '다른 중들 같으면 통금시간에 절대 외부 왕래를 할 생각도 못하지만, 나는 이렇게 버젓이 다니니 내가 바로 중들 중의 대장, 중대장 아니냐?'며 응수했다. 경찰은 괴상한 사람으로 보고 되돌려보냈다.

##### 망월사 주지
1946년부터는 망월사의 주지로 시무하였다. 그는 망월사로 부임하는 즉시 이불을 모두 태워버렸다고 한다. 스님의 문하에서 수행했던 이의 회고에 따르면 망월사에는 아예 이불이 없었다고 한다. 그가 '이불이란 부처와 이별하는 것'이라며 이불을 몽땅 수거해서 불태우고, 잘 때는 방석으로 배만 덮고 잠깐 눈을 붙인 뒤 다시 일어나 정진하도록 했다는 것이다. 그럼에도 앉을 자리조차 변변치 않은 망월사 선방에서는 40~50명의 선승들이 모여들어 수행, 정진하였다.
세 끼 공양조차 제대로 하지 못하고 얻어먹는 것은 춘성스님의 욕뿐이었음에도 그들이 춘성스님을 좋아하고 존경했던 것은 춘성 스스로 자기 방조차 없이 밤 9시부터 1시간 정도 누웠을 뿐 그 외엔 눕는 법이 없었기 때문이라 한다.
1949년 6월 26일 대한민국 임시정부 주석 김구가 암살당하여 7월 6일 서울에서 국민장을 치를 때 춘성스님은 선두에서 목탁을 치며 행렬을 인도하였다.
어디를 가나 새벽 3시면 어김없이 도량석을 할 정도로 자신에겐 철저했던 춘성은 대중들에겐 자비보살이었다. 당시만 해도 오지였던 도봉산에 등산 와 위험한 계곡에서 잠을 청하는 등산객들을 찾아다니며 “비가 와 계곡물이 불어나면 꼼짝없이 죽게 된다”며 절로 불러와 잠을 재우곤 했다. 그는 아무런 격의없이 육두문자를 쓰면서도 마음이 동하는 법이 없었고, 남을 책망하지 않았다. 계곡에서 물놀이를 하고 음식을 먹고 놀던 행락객이 장마철에 갑자기 비가 쏟아져 내려서 법당 처마밑에서 비를 피하고 있었다. 춘성 스님은 행락객들이 가져온 화로를 처마밑에 펴고, 천막을 법당 마당에 펼치고 자리를 마련하였다. '비오는데 이곳에서 고기 구워 먹으면서 놀거라' 그의 말을 들은 승려들과 보살들이 당황해하자. 춘성스님은 '이것 저것 다 따지면 절에 누가 오겠느냐'라고 답했다 한다.
후일 덕숭총림 유나 우송 스님은 “수좌들이 스님 앞에 가면 거울 속에 내 속이 다 비치는 것 같아 앞에 가선 놀았다든가, 삐쳤다든가, 딴생각하고 있었다면 한없이 부끄럽고 얼굴을 들 수 없을 정도로 노장(춘성)님 앞에선 딴짓을 할 수 없었다”고 한다.

##### 망월사 수호와 보문사 주지
1950년 6월 25일 한국전쟁이 발발하고 승려들은 모두 피난했다. 3일 후 서울 점령 소식을 접했지만, 그는 조선인민군의 위협에도 불구하고 망월사를 떠나지 않고 도량을 지켰다. 6.25가 끝난 뒤에 승려들이 찾아왔을 때 그는 소수의 승려들과 함께 망월사를 지키고 있었다. 한동안 어색한 분위기가 감돌자 그는 다시 돌아온 승려들을 향해 “개 좆 같은 놈들아”라고 일갈하였다. 그러나 아무도 춘성의 발언을 욕설이나 모욕이라 생각하지 않았고, 어색한 분위기는 깨졌다. 일부 신자들과 일각에서 사찰을 버리고 피신한 승려들을 나무라며 탓했으나, 춘성은 어쩔수 없는 일이라며 너그럽게 양해해 주기를 권고했다 한다.
특히 그는 망월사의 천중선원을 지켜냈다. 천중선원은 문경 봉암사와 함께 조계종에서 세운 특별선원으로 지정되었던 곳이다. 한용운과 함께 민족대표의 한 사람인 백용성이 망월사에서 법문을 하면서 처음 세워진 뒤로 백학명을 조실로 하여 석우, 고봉, 운봉, 설봉, 동산, 경운, 고암, 상월, 춘성 등이 대거 참여하여 선풍을 이어갔다. 한국전쟁의 와중에 전장으로 변하여 파괴됨으로써 참선도량으로의 맥이 끊길 위기를 맞기도 했지만 춘성스님이 홀로 남아 지킨 덕분으로 망월사는 간화선풍의 맥을 이어갈 수 있게 된다. 이후 제방선원에서 두루 정진하다가 1960년 의정부 망월사 주지가 되고 뒤이어 강화 보문사 주지로 부임하여 후학을 지도했다. 금오, 금봉, 고봉, 전강, 경봉, 혜암, 벽초 스님과 교분이 깊었다.
1960년 어느 날 밤 승려 대선이 망월사로 찾아가자 춘성은 “개 좆 같은 놈”이라며 그를 맞았다. 대선 스님은 그날부터 망월사에서 꼬박 10년 간 춘성 아래서 수행했다. 동시에 춘성은 제방선원에도 방문하여 후학 승려들을 가르쳤다.

##### 내 고향은 우리 엄마 보지요
일제 강점기 후반인 태평양 전쟁 무렵 또는 6.25 전쟁 직후에는 산에 나무를 벌채하는 것이 법으로 금지하였다. 방이 차갑고 냉골이더라도 아무도 불을 때지 못했다. 이에 춘성 스님이 망가진 절을 보수할 겸 땔깜을 만들려고 직접 산에서 나무를 베다가 영림법 위반 혐의로 경찰에게 연행되어 간적이 있다고 한다.
도봉산 중턱에서 법당 중수를 위해 벌목을 했다. 허가 없이 벌목을 하다가 그는 의정부경찰서로 잡혀가 신문을 받았다. 형사는 사무적으로 그에게 인적 사항을 물었다.
| “ | - 형사 : 본적이 어디오? - 춘성 : 우리 아버지 자지요. - 형사 : 고향은? - 춘성 : 우리 어머니 보지요. | ” |

파출소에 잡혀온 춘성 스님에게 형사가 주소를 묻자 춘성은 "우리 엄마 보지다"라고 대답했다. 경찰은 이상한 사람이라는 생각이 들어 또 물었다고 한다. 다시 질문을 바꾸어 당신 고향이 어디냐고 묻자 역시 "우리 엄마 보지다"라고 대답했다. 형사가 계속해서 물었지만 계속해서 춘성 스님의 답변은 한결같이 우리 엄마 보지라는 것이다.
그러면 본적은 어디나며 장난치지 말고 당신 본적지가 어디냐고 묻자 춘성은 "우리 아버지 좆물이요." 가만히 듣고 있던 경찰서장은 말이 통하지 않을 것이라 하여 춘성 스님을 실성한 사람이라고 여겨 돌려 보냈다고 한다. 사찰로 돌아온 춘성은 걱정하는 사람들에게 이렇게 얘기했다고 한다. "아 글쎄 그 녀석들이 내 말귀를 못 말아들어.."

#### 망월사 중수
1960년 이후 망월사에서 거처하였다. 이때 그는 일체의 개인 재산이 없었다 한다. 60년대 도봉산 망월사에서 6년간 춘성을 시봉한 뒤 많은 선지식을 봐온 서광사 주지 수명 스님은 "근래에 우리가 말하는 큰스님들은 제가 지켜본 바에 의하면 대부분은 대접을 받고, 독방에 보약을 쌓아 놓고서 사셨지만 춘성 스님은 평생을 독방에 가지 않은 채 대중들과 똑같이 큰방에 살며 수행했다"고 전했다.
1962년부터 망월사 재건 불사를 시작하였다. 춘성 스님이 말년을 보냈던 망월사에는 무위당, 낙가보전, 천중선원, 영산전이라는 네 동의 건물이 주를 이루고 있다. 춘성 스님이 살던 1960년대에는 무의당 자리에만 작은 건물이 있었다고 한다. 작은 암자인 망월사가 건물을 넓혀가는 과정에서는 사건이 하나 있었다고 한다. 망월사의 지세는 '옥토망월형(玉兎望月形)'이다. 옥토끼가 달을 쳐다보는 형국인 것이다. 그런데 법당을 확장하는 과정에서 토끼의 팔에 해당되는 부분을 포크레인으로 파내야만 하는 상황이 발생하였다.
대개의 경우 이러한 명당을 인위적으로 허물면 불상사가 발생한다고 한다. 그래서 법당의 스님들이 반대하였다. 그러나 춘성 스님은 강행하여 건물을 지었다. 불상사는 그 다음에 발생하였다. 몇년 후 춘성 스님의 제자이자 법당의 주지를 맡고 있던 어느 스님이 얼마 후에 교통사고가 나서 두 팔을 못쓰게 된 것이다. 이 사건을 목격하고 한마디씩 하였다. 사람들은 '춘성 스님은 도인이니까 지세를 허물어도 상관없지만 도력이 부족한 주지가 대신 대가를 치렀다.'고 했다.

### 은퇴와 최후

#### 청와대 초빙 법회
박정희 대통령이 재임 시절 어느 날 춘성은 독실한 불자였던 육영수의 방문을 받게 되었다. 춘성이 강화도 보문사에 있을 때 당시 육영수 여사가 찾아와 인사를 하니 춘성을 "뽀뽀나 하자"고 달려들어, 불자들과 수행원들을 당황하게 했다. 그러나 그의 농담을 잘 알던 육영수는 웃으면서 그의 농담을 받아들였다. 1963년부터 육영수는 불자 자선단체 모임인 양지회 명예회장을 맡게 되었다. 한번은 춘성이 육영수의 생일에 초대되어 특별히 청와대에 간 적이 있었다. 그 자리에서 박정희 대통령과 육영수가 특별히 법문을 청하자, 춘성 스님은 마이크 앞에 아무런 말도 않고 잠자코 있었다.
30분이 경과한 뒤 결국 참가자들의 기다림이 한계점에 이르렀을 때 춘성 스님은 법문을 설파했다. 그 중에 한마디는 "오늘은 육 영수 보살이 지 애미 보지에서 응아하고 나온 날입니다."였다. 그는 이 한마디로 법문을 마치고 일어서더니 휑하니 나가버렸다. 듣고 있던 귀부인과 대중들은 영부인의 생일에 한 이 법문에 놀라 서로 얼굴만 바라보고 어쩔 줄 몰라했다. 그러나 박정희는 웃으면서 대단하신 분이라고 격찬하기도 했다. 춘성은 보문사 주지를 물러난 뒤 다시 경기도 의정부시 호원동의 망월사로 내려와 여생을 보냈다.
1970년 이후 그는 조계종의 원로 스님의 한사람으로 예우받았다. 그러나 그의 거침없는 육두문자는 계속되었다. 그는 1972년 10월 10월 유신 선포 이후에도 거침없이 욕설을 하고 다녀 화제가 되었다. 서슬 퍼런 시절 강화도 보문사로 그를 찾은 박정희 대통령의 영부인 육영수에게 "입 한 번 맞추자"고 했던 그였다.
1971년에는 계룡산에 있던 석봉은 3일 간 스스로 곡기를 끊고 앉은 채 열반했다. 석봉의 도반인 도봉산 욕쟁이 선사 춘성은 석봉의 앉은 법구 앞에서 좌선을 하고 나서는 "일체 집착을 벗어나 나로서도 대답할 수 없는 법을 설하고 있다"며 3배를 올렸다. 석봉의 법구를 다비하자 믿을 수 없는 일이 일어났다. 무려 사리가 한말도 넘게 쏟아진 것이다.

#### 생애 후반

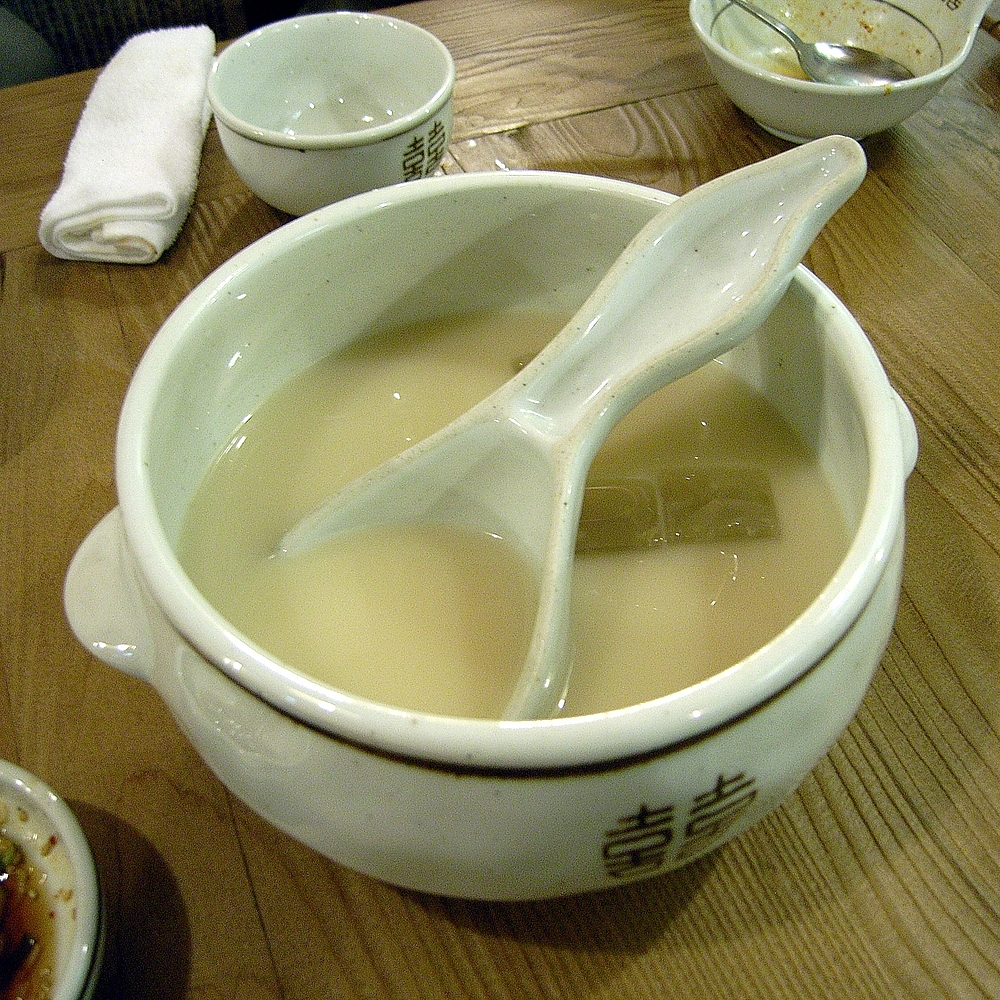
막걸리

1973년에는 안전운행, 무사고 등 교통사고 예방 활동에도 참여하였다. 그해 5월부터는 하안거에 들어갔는데 성철의 장좌불와를 보고 춘성 역시 장좌불와를 했다 한다. 73년 여름 춘성은 성철이 장좌불와를 한다는 소문을 듣고 직접 확인하고자 침을 묻혀 뚧은 문구멍을 통하여 밤새 지켜보았다 한다. 춘성은 혀를 내두르지 않을 수 없었다.
'철 수좌가 철불같군'
객승인 성철이 밤새 까딱을 않고 천근 만근의 철덩어리처럼 앉아있는 것이었다. 다만 밤중에 소변을 보러 한 번 나온 일 말고는 시종일관 같은 좌선의 자세였다. 춘성은 '그래, 이 늙은 중도 한바탕 장좌불와나 해보자꾸나'하고 장좌불와를 시작하였다. 성격이 괄괄하고 직선적인 춘성은 다음날부터 즉시 장좌불와에 들어갔다. 늙은 나이였지만 춘성은 대중들에게 젊은 철 수좌가 내 법사야 하며 백병전을 벌이듯 장좌불와 고행에 자신의 몸을 내던졌던 것이다.
그해 7월 19일부터는 법회 기원제가 열리기 전까지 전국 운수업체와 전국교도소의 교통법규 위반자를 찾아다니며 법회를 개최하였다. 9월 8일부터 49일간 충청남도 공주군 마곡사에서 조계종 주최 고통안전운행기원대제봉행 대법회에 참여하였다.
그는 망월사의 조실로 여생을 보냈다. 망월사를 찾은 선승들이 보는 것은 파계요, 듣는 것은 욕뿐이었다. 그들은 잠도 편히 잘 수 없었고, 세끼 공양조차 제대로 할 수 없었다. 그럼에도 승속을 망론하고 그를 좋아했고, 존경했다. 그는 고령에도 참선정진했다 한다. 대체로 나이가 들면 체력이 약해져서 몇 시간씩 앉아 있는 좌선을 생략하는 수가 많은데, 춘성당은 80이 넘어서도 대중들과 똑같이 좌선정진하였다.
그는 평소 녹차와 막걸리를 즐겨 마셨는데, 춘성은 막걸리와 맥주, 소주 등의 술도 마시고, 담배도 피웠다. 다만 불자와 보살들이 대접할 때 곡차, 맥차라고 하면 마시고 술이라 하면 마시지 않았다고 한다.

#### 입적
1976년 여름에 이르러 장좌불와를 그만두었다. 장좌불와를 시작한지 3년 만에 포기하지 않을 수 없었다. 호랑이 송곳니처럼 튼튼했던 치아가 하나 둘 흔들거리더니 나중에는 틀니를 해야 할 만큼 앞니는 물론 어금니까지 몽땅 빠져버렸다.
춘성 스님에게는 그 흔한 재산도 없고 지팡이 조차 없었다. 한벌의 가사와 모자만이 그가 가진 전재산이었다. 춘성 스님이 입적을 앞두고 있는 상황에서 어느 젊은 상좌가 스님에게 물었다. "열반에 드신 뒤에 사리가 나올까요? 안나올까요" 하자 그는 필요없다고 답했다. 이 상좌가 그에게 "열반에 들어 다비를 하고 난 후, 스님의 사리가 안 나오면 신도들이 실망 할텐데요?"라고 하자 그는 "야, 이 시발 놈의 자식아! 내가 신도들에게 보여주려고 사느냐?"라며 답하였다.
1977년 봄 화계사에서 문도를 모아두고 '허공에 골체(骨體)를 보았느냐? 만월청산(滿月靑山)에 무촌수(無寸樹)하니 현애철수장부아(懸崖撤手丈夫兒)니라, 팔십칠년사가 칠전팔도기로다. 횡설여견설(橫說與堅說)이여 홍로일점설(紅爐一點雪)이니라.'라는 마지막 법어를 강론하였다. 춘성은 '내가 입적한 후에라도 절대로 사리를 찾지 말고, 비석과 부도도 세우지 말 것이며, 오직 수행에만 힘쓰라'고 당부했다. 1977년 8월 22일 오후 7시 15분 경기도 의정부시 망월사에서 입적에 들었다. 당시 춘성의 향년이 세수 87세, 법납 74세였다.

### 사후
1977년 8월 24일 서울 화계사에서 영결식이 거행되었다. 종정 서옹이 영결법어를 선언하고 영결식이 진행되었다.
| “ | 春城老師行履處(춘성노사행리처) / 춘성 노스님 노니신 곳 三世佛祖不得窺(삼세불조부득규) / 삼세의 불조도 엿볼 수 없도다. 七顚八倒此世中(칠전팔도차세중) / 이 세상에 걸림 없이 한바탕 진탕치고 遷化向什處去(천화향십마처거) / 어디로 가시는고 漢城街頭現全身(한성가두현전신) / 서울 가두에 전신을 나투시도다. | ” |

그는 생전에 간소하게 장례를 치른 뒤 화장하여 바다에 뿌려달라 유언하였는데, 그의 장례식 때에 수많은 인파가 몰려들어 화제가 되기도 했다. 영결식과 다비식은 서울 화계사에서 문도장(門徒葬)으로 엄수되었으며, 유언에 따라 꽃상여 대신 거적 몇 개로 시신을 덮었으며, 다비 후 황해 바다에 뿌렸다. 그의 장례식 때는 특별히 그가 즐겨 부르던 18번곡 '나그네 설움'이라는 노래를 승려들이 불러주었다.
그가 열반했을 때 몽땅 말라죽었다던 망월사 천중선원 뒤쪽의 소나무는 뒤에 다시 소생했다 한다. 유언에 따라 사리와 재는 황해에 뿌려졌다. 비석과 부도는 1981년 5월 경기도 성남시 수정구 태평2동 봉국사에 모셨으며, 비문은 탄허(呑虛)가 찬(撰)하였다.
1983년 5월 12일에는 조계종총무원에서 고승 16인의 법음 녹음테이프인 '현대고승법음집'이 발매되었다. 여기에 춘성의 '마음을 찾아라'라는 주제의 육성 강연도 실렸다.

### 방송에서의 육두문자 허용
춘성의 사후 그의 파격적인 육두문자 일화를 소개하는 과정에서 방송 드라마, 영화 등에서 육두문자가 허용되는 계기를 마련하기도 했다. 2002년 8월 29일부터 EBS에서 불교철학 강의 '도올, 인도를 만나다'(목.금요일 밤 10시)를 진행해왔는데, 2002년 10월 4일자 방송에서 선승(禪僧)의 일화를 소개하면서 노골적인 표현을 구사했다. 이날 강의는 평생을 옷 한벌로 지낸 고승 춘성 스님(1891~1977)의 무소유 철학을 강의하는 자리였다. 춘성은 불경 '화엄경'을 거꾸로 외웠을 정도로 불교 교리에 해박한 스님이었는데, 걸쭉한 입담으로도 유명한 걸승. 김용옥은 춘성 스님의 무소유 철학을 언급하면서 다음과 같은 일화를 들었다.
김용옥은 이어 춘성이 이같은 육두문자를 쓰게 된 배경을 그의 철학으로 풀어 설명했다. 하지만 방송이 나가자 인터넷 게시판에선 네티즌들 사이에 큰 논란이 벌어졌다. 7일 현재 1천여건 가까운 글이 방송사 홈페이지를 메우기도 했다. 일부 네티즌들은 "지상파 방송에서 육두문자가 여과되지 않고 방송된 것은 분명히 문제가 있다"는 여론도 있었다. 그러나 일부 네티즌들은 "도올 선생의 설명을 들으니 육두문자도 감동을 줄 수 있다는 생각이 들었다. 열린 마음으로 대해야 한다"고 반박하기도 한다. EBS는 논란이 확산되자 당일 방송분에 대한 인터넷 주문형 비디오(VOD)서비스를 중단했다. 그러나 이 사건을 계기로 방송과 영화에서 육두문자가 허용되는 계기가 되었다.

## 제자
욕설과 풍자, 유머로 명성과 찬탄이 자자하였으나 그는 만해 한용운과 만공의 법통을 사사한 승려였다. 춘성의 상좌로는 총림(叢林), 해월(海月), 견진(見眞), 설옹(雪翁), 남산 정일(南山 正日), 향산(香山), 덕초(德草), 장진(莊眞), 무착(無着), 해룡(海龍), 무주(無住), 성초(性草) 등의 스님이 있다.

## 시
붉은 화로 속 한 송이 눈
滿月靑山無寸樹(만월청산무촌수) / 만월 청산에 나무 한그루 없으니
懸崖撤手丈夫兒(현애철수장부아) / 절벽에서 손을 놓으니 대장부로다
八十七年事(팔십칠년사) / 팔십칠년의 인생사가
七顚八倒起(칠전팔도기) / 일곱 번 넘어지고 여덟 번 일어나
橫說與竪說(횡설여수설) / 횡설수설 하고 다녔으니
紅爐一點雪(홍로일점설) / 붉게 달아오른 화로의 한 조각 눈이었구나.

## 사상과 신념

### 양복과 보시
그는 길을 가다가 거지를 만나면 옷을 벗어 줘버리고 맨사둥이로 돌아오는 일이 많았다. 양복은 그의 몸에 이틀을 붙어있지 않았다. 당시만도 헐벗은 걸인들이 즐비하던 때였다.
춘성에게 신자들이 당시로선 고가인 양복을 해주곤 했다. 그러면 춘성은 그 양복에 나비넥타이까지 매고 중절모를 쓴 채 서울 시내에 나가 지인에게 맥주 한 잔 얻어먹는 것을 즐겼다. 그러나 양복은 그의 몸에 이틀을 붙어있지 않았다. 헐벗은 걸인들이 즐비하였고, 그는 노숙자들에게 자신의 새양복을 벗어주고 팬티차림으로 공중 화장실에 숨어 있다가 한 밤에 절에 돌아오곤 했다.

### 이불과 불심

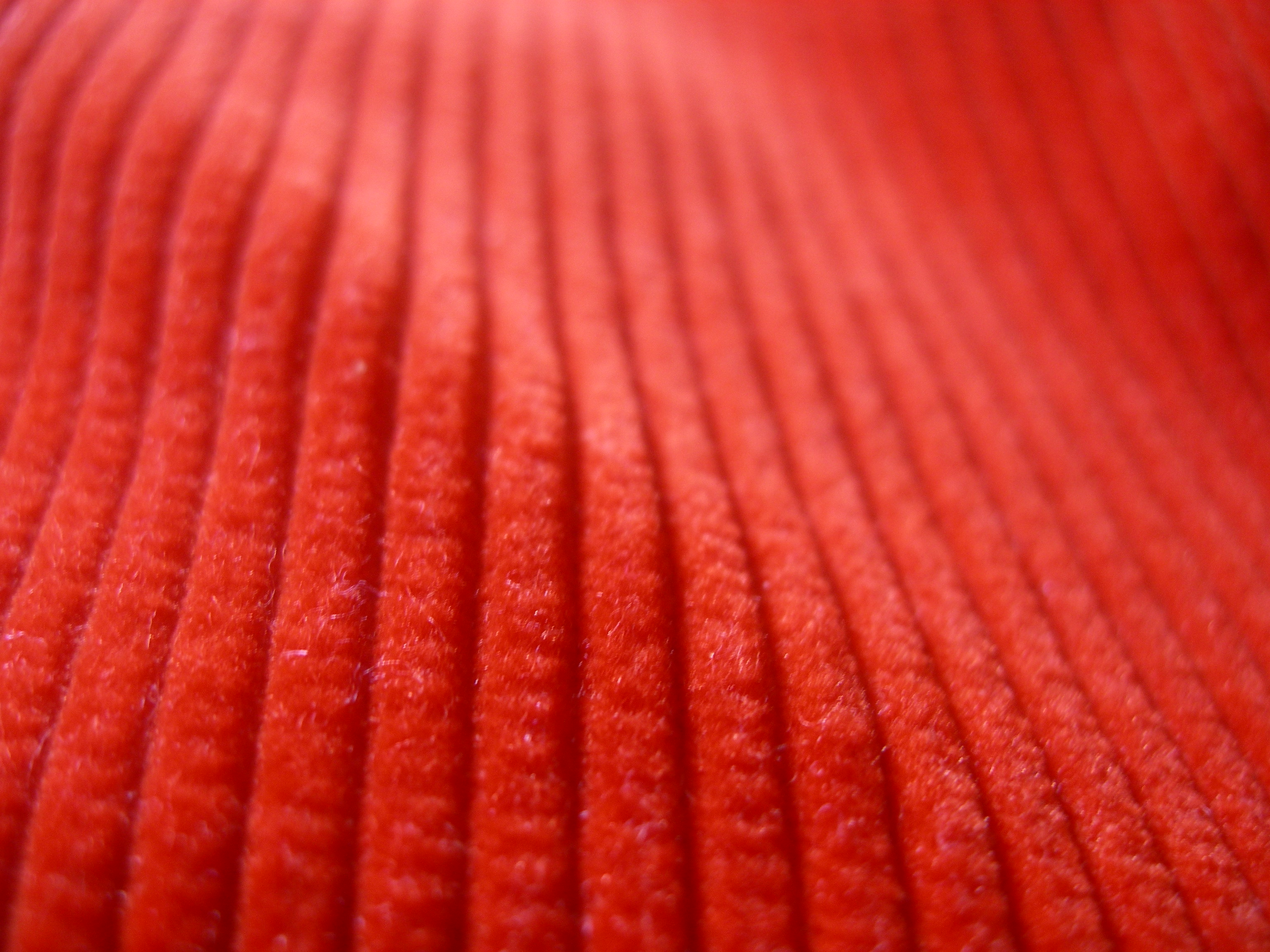
이불
(춘성은 평생 이불과 담요를 사용하지 않고 생활하였다.)

그는 평생 잠자리에 들 때 이불을 덮지 않고 잠을 잤다. 이유는 이불이 이불(移佛) 또는 이불(離佛)이라 하여 부처와 불심에서 떠날수 있다는 것이 그가 평생 이불을 덮지 않는 이유였다. 처음에는 그가 이불을 덮지 않음을 이상하게 여긴 동료 승려나 수행자들도 이후에는 그에게 이불덮기를 강요하지 않았다.
평생 이불을 덮지 않고 냉골 바닥에 누워서 자는 것을 이상하게 여긴 누군가가 춘성 스님에게 왜 이불을 덮지 않고 자느냐고 물었다. 그러자 춘성은 "이불이란 이불(移佛) 또는 이불(離佛)이니 '부처와 불심에서 이별'(離佛)하게 하는 것."이라서 평생 이불을 덮지 않았다는 것이다. 춘성은 평생동안 이불을 덮지 않고 생활하였다.
도봉산 망월사에서 참선 수행을 할 때 망월사를 방문한 고관대작이나 명문가 자제들은 산사로 수행왔다가 갑갑함과 추위를 이기지 못해 비싼 고급 비단 이불을 들여왔다. 젊은 수좌들이 고급 이불을 반입해 들어오다가 춘성에게 들키자 그 자리에서 벼락이 떨어졌다.
| “ | 수행하러 온 자가 편안하게 따뜻한 잠을 잔다는 건 있을 수 없는 일이다. 그 망할 담요 당장 이리 내놔라! | ” |

춘성은 기어이 젊은 수행자들로부터 고급 비단 이불을 빼앗아 그 자리에서 불을 켜서 소각하였다. 그러나 아무도 스님에게 반항하지 못하였다. 그러나 다른 상좌나 보살들에게는 방석은 덮도록 허용했다. '배 위에 방석 덮는 것이 전부였다'고 한다. 이토록 춘성은 평생 이불이나 담요를 가까이하지 않았음에도 배탈이나 감기에 걸린 적이 없다고 한다.

### 시어머니와 며느리
춘성이 조계사에서 장좌불와(長坐不臥)를 하던 어느날 60대 노부인이 그를 찾아왔다. 스님이 도인이라고 해서 왔다는 것이다. 그 말을 듣고 춘성은 웃으면서 답하기를 "나를 도인이라? 물을 것이 있으면 점쟁이를 찾아가야지, 도인이 무엇을 안다고 도인에게 묻겠다는건가. 도인은 워낙이 할 말이 없는 법이야" 하였다. 그래도 부인이 자꾸만 스님에게 묻고 싶다고 하니, 스님은 "내 말은 저녁 찬거리의 양념도 안 돼, 그래도 묻고 싶으면 물어 보지" 하셨다. 가까스로 승낙을 받은 부인이 털어놓은 이야기는 지금 자세히 기억할 수는 없으나 고부(姑婦)사이의 갈등이었다. 청상과부로 외아들을 키워 장가를 드린 지 1년이 지났는데 며느리와의 사이가 좋지 않았다. 아무리 며느리를 예쁘게 보려고 해도 그러면 그럴수록 며느리의 미운 점이 생각 나서 마음이 더 편치 않다는 것이다. 그리고 며느리는 며느리대로 시어머니의 간섭을 마땅치 않게 여겨 고성만 오간다는 것이다. 그래서 아들 며느리와 떨어져 살 생각도 해 보았으나 그럴 형편도 못되고, 그러니 어떻게 하면 좋으냐는 것이었다.
한참을 듣고 있던 스님은 말하기를 "며느리가 밉다는 생각을 버리면 되네."하셨다. 그러나 부인이 어떻게 해야 밉다는 생각을 버릴 수 있느냐고 되물었다. 춘성은 선방(禪房)깨나 다닌 모양인데 헛 다녔다며 "며느리가 밉다. 시어머니가 밉다고 흔히 말하지만 며느리가 미운 것도 아니고 시어머니가 미운 것도 아니야. 며느리가 언제 어떤 미운 짓을 했다던가? 시어머니가 언제 며느리를 구박했다고 하는 기억이 미운 것이야. 그 기억을 버리면 미워할 일이 없지"라고 답하였다. 얼마 뒤 그 부인이 며느리와 함께 스님을 다시 찾아왔다. 와서 하는 말이 집에 돌아가 며느리에게 스님의 말씀을 전하고 지난 일은 잊어버리고 앞으로도 섭섭한 일이 있으면 그 자리에서 잊기로 서로 약속을 한 뒤부터는 마음이 한결 편안하다고 했다. 춘성은 두 사람에게 반야심경을 열심히 독송하라고 권하며 "반야심경에 불생불멸(不生不滅) 불구부정(不구不淨) 부증불감(不增不減)이라는 말이 있다. 이 말은 사람의 마음이 그렇다는 것이다. 생기지도 않고 없어지지도 않으며, 때가 묻지도 않고 깨끗하지도 않으며, 불어나지도 않고 줄어들지도 않는 것이 사람의 마음이다."라고 하였다. 그는 만사는 모두 마음먹기에 달린 것이라고 하였다.

### 수행자와 상좌들
그는 이불을 '이불(離佛)'이라고 해서 부처와 이별하는 물건이라 불렀다.광복 후 춘성이 도봉산 망월사에서 참선 수행을 할때에 젊은 동자승, 상좌들이나 수행하러 오는 시민들이 담요를 덮고 자다가 춘성에게 들키면 그 자리에서 이불을 빼앗기고 소각된 뒤 큰 호통을 들었다.
| “ | 수행을 한다는 자가 편하고 따뜻한 잠을 자는 것은 있을 수 없는 일이다! 그 망할 담요 당장 이리 내놔라! | ” |

춘성은 기어이 젊은 승려들이나 수행자들로부터 담요를 빼앗아 그 자리에서 불태워 버렸다. 이불을 덮지 않는 다른 이유로는 잠을 잘 시간을 아껴 수행하라는 것이다.화계사 주지인 수경 스님은 베개를 갖고 잠을 자면, 베개를 집어 던지는 건 물론 불호령이 떨어진다고도 회고하였다.
| “ | 이놈들아! 목침 하나 갖고 자다가 거기서 굴러 떨어지면 바로 일어나 정진을 해야지, 잠 자려고 작정하고 달려들어? 이 썩어빠진 밥 도둑놈들! | ” |

한편 호화스럽고 사치스러운 옷을 입고 절에 오는 부유층 여성이 있으면 춘성은 "옷 자랑하고 싶으면 번화가에나 갈 것이지 절에는 뭐하러 왔어?"라며 호통을 치기도 했다. 한편으론 춘성 자신도 평생 이불을 덮지 않고 사치스러운 옷을 입지 않음으로서 언행과 행동이 일치함을 보여주었다.

### 무소유 정신
춘성은 돈을 저축하거나 서랍에 넣어두는 법도 없었다. 돈이 생기면 필요한 사람에게 손에 잡히는 대로 줘버렸고, 없으면 없는 대로 살았다.
춘성은 돈을 저축해두지 않았고 서랍에 넣어두는 법도 없었다. 돈이 생기면 필요한 사람에게 잡히는 대로 쥐어주고, 없으면 없는 대로 살았다. 상좌의 한 사람인 대선에 의하면 그는 있는 대로 나눠주었다 한다. '그 분은 돈을 몰랐지. 신도들이 당신 용돈을 쓰라고 갖다주면 꼭 주머니에 넣고 계셨어. 그러다가 누가 돈이 필요하다고 하면 주머니의 돈을 그대로 꺼내서 주셨어. 돈을 줄 때도 세어본 적이 없지. 잡히는 대로 주셨어. 춘성 스님 돈의 종착지는 주머니였어. 돈이 통장으로 가거나 서랍으로 들어간 적이 없다" 한다.
춘성은 양복을 자주 입기도 했는데 어쩌다가 불자들이 해준 새 양복을 입고 시내에 나갔다가 돌아올 때면 걸인들에게 벗어주고 속옷 바람으로 한 밤이 되어서야 절로 돌아오는 일도 흔하였다.
제운은 '솔선수범보다도 사람들을 감복하게 한 것은 철저한 무소유의 정신이었을 것이다.'라고 지적하기도 했다. 춘성은 시주에 의존하지 않고 사찰 주변에 직접 화전 밭을 일구기도 했다. 그대신 그는 한알의 쌀밥을 남기는 것도 허용하지 않았다.

## 풍자와 해학
1910년 8월 설악산 백담사에는 한용운이 머물고 있었다. 당시 춘성은 한용운의 시중을 들었는데, 경술국치 무렵 한동안의 가뭄 끝에 소나기가 쏟아졌다. 갑자기 춘성이 옷을 모두 던져 버리고 절 마당에서 춤을 덩실 덩실 추면서 은사를 찾았다.
“스님. 비가 와요. 소나기가 와요.” 놀란 만해스님이 방문을 열고 마당으로 나왔다. 한용운이 소낙비를 바라보며 “중생의 애를 태우고 이제야 퍼붓느냐”며 한탄하였다. 춘성은 계속 춤을 추었고, 만해스님은 춤추는 것을 막지 않았다. 얼마 후 소나기가 멈추고 햇볕이 쏟아졌다.
해방 이후 화장을 하고 사치스런 옷을 걸친 채 으시대기 좋아하는 여자가 절에 오면 춘성 스님은 아무리 지체가 높은 고관대작의 부인이라고 하더라도 즉석에서 외투를 벗게 하거나, "씨부랄 년!"이라는 욕부터 쏟아냈고, 값비싼 털옷과 명품 핸드백 등 사치품을 소지하고 온 사람들에게는 털옷과 핸드백을 압수한 뒤 그 자리에서 불에 소각해버리기도 했다. 그런데 이상한 것은 걸림없이 쏟아내는 춘성 스님의 무지막지한 욕설을 들어도 누구 한사람 감히 항의하거나 대들지 못했고, 항의했다가도 스스로 꼬리를 내렸다 한다.
"야! 이 개x같은 놈아!"라는 일갈을 수시로 들었지만 아무도 그의 욕에 분노하거나 두려워하지 않았다.

### 현애살수 장부아
어느날 춘성이 절벽에서 나뭇가지를 놓을 수 있는 자야 말로 대장부라며 대한민국 임시정부의 주석 백범 김구의 일화를 소개하며 '득수반지무족기 현애살수장부아'(得樹攀枝無足奇 縣崖撒手丈夫兒, 나무 가지에 높이 오르는 일은 결코 기이한 일이 못 된다. 벼랑에 매달려 있을 때 손을 놓을 수 있는 사람이야말로 진정한 대장부이다.)라는 주제로 법문을 설파할 때였다. 그런데 절벽에서 떨어지면 죽는다는 것만 생각한 어느 수행자가 법문이 끝난 뒤 나중에 춘성 스님에게 찾아와 '백척간두에서 다시 한발을 더 내디면 그 다음 경계는 어떤 것'인가를 물었다.
| “ | 스님 백척간두에서 다시 한 발 더 내디디면 그 다음 경계는 어떤 것입니까? | ” |

그러자 춘성이 "야 이 새끼야, 내가 떨어져 봤어야 알지."라고 답했다 한다.

### 6.25 직후
1950년 6월 28일 6.25 전쟁이 터지고 3일만에 수도 서울이 점령당했다. 너도 나도 살겠다고 피난가기 바빴다. 스님들이나 수도자들 역시 예외는 아니었다. 스님들과 수도자들 역시 살기 위해서 피난을 떠났다. 그러나 춘성 스님은 몇명의 상좌들과 수도자들을 데리고 양주 망월사를 지키고 있었다. 1953년 3년만에 6.25 전쟁이 휴전하고 스님들이 되돌아왔다. 그러나 나 혼자 살겠다고 도망친 것이 죄스러워서 춘성 스님의 얼굴을 똑바로 바라보지 못했다.
춘성 스님은 되돌아온 스님들에게 "야 이 개 x같은 놈아. 이렇게 다시 만나게 되는구나. 살아서 반갑다"라며 반가워하였다. 한편 일부 스님들은 혼자 살겠다고 도망간 스님들에게 책임을 물어야 된다고 했지만 춘성 스님은 언급하지 말라며 불문율에 붙였고, 이후로 누구도 혼자 도망간 스님들에게 책임을 묻지 않았다.

### 처녀에게 준 깨달음
춘성의 욕법문에 견문이 툭 터진 한 노보살(절에선 여성 불자를 보살로 일컬음)이 시집 갈 때가 됐는데도 소견머리가 좁아 터진 자신의 손녀딸을 일부러 춘성에게 보냈다. 이 노처녀는 미니스커트를 입고 있었다. 처녀가 방에 들어와 앉자 춘성은 “네 작은 그것에 어찌 내 큰 것이 들어가겠느냐”고 했다. 노처녀는 스님은 엉터리라며 뛰쳐나갔다.
춘성의 이 말을 지레짐작해 얼굴이 홍당무가 된 처녀는 방을 뛰쳐나와 할머니를 원망했다. 그러자 노보살은 “그러면 그렇지. 바늘구멍도 못 들어갈 네 소견머리에 어찌 바다 같은 큰스님의 큰 법문이 들어가겠느냐”며 혀를 찼다고 한다.

### 파격적인 법문
1960년대 서울 근교 어느 비구니 사찰 중창불사를 위한 법회에 코트와 백, 사치스러운 외제 옷 등으로 호화롭게 꾸민 귀부인과 상류층 재벌 부인들이 많이 오자 다음과 같은 법문 끝에 파격적인 한마디 발언을 남기기도 했다.
"...(이상 생략)... 시집 장가가는 데는 자지와 보지가 제일이듯. 중창불사 하는 데는 돈이 제일이니 오늘 이 법회에 온 인간들아 돈 많이 시주하고 가거라!"
그의 마지막 파격적인 한마디는 화제가 되었다. 그리고 그가 왔던 사찰에는 많은 행자와 보살들이 찾게 되었다 한다.

### 기독교 광신도 조롱
1970년초 춘성이 서울 불광동 또는 녹번리에 있는 어느 절에 갔다가 의정부시내로 들어오는 버스 또는 1호선 전철을 탔다. 이때 기독교를 선교한다고 확성기를 들고 버스 또는 전철에 올라 떠들어대는 교인이 있었다.
이날 춘성 스님이 타고 있던 버스 또는 전철에 기독교인이 판자에 '예수를 믿으시오!'라고 써 붙이고 돌아다니며 고래고래 소리를 질렀다. "한번 죽었다 다시 살아나신 예수 그리스도를 믿으시오! 예수를 믿으면 천당에 갑니다!" 그런데 이 기독교인이 일부러 승복을 입고 있는 춘성 스님 앞으로 와서 더욱 큰소리로 고래고래 소리를 질렀다. "한번 죽었다 다시 살아난 예수를 믿으시오!"라며 소리치자, 춘성은 더 크게 소리를 질렀다.
"뭐라고? 부활했다고? 죽었다 살아났다고? 죽었다가 살아나는 것은 아침에 내 자지 밖에 없는데!" 또는 "무엇이 죽었다가 다시 살아났다고?! 에이끼 이놈아! 죽었다 살아나는 것은 남자의 고추밖에 없어"라고 응대했다고도 한다. 버스 안에 타고 있던 승객들이 일시에 모두 웃음을 터뜨렸다. 무안해진 기독교인은 순식간에 당한 일이라 어쩔 줄을 모르며 다음 정류장에서 버스 또는 1호선 전철에서 내렸다.

### 기독교 광신도 조롱 2
서울역 또는 부산에서 서울로 올라오는 어떤 버스를 탔을 때는 함께 탄 목사가 기독교를 믿으라면서 하나님은 무소부재(無所不在)라고 했다. 어느 기독교 신자가 그의 머리위에 손을 올리더니 한번 죽었다 살아난 예수를 믿으라고 했다. 하나님은 언제나 여러분과 함께 한다는 것이다. 그러자 춘성은 조롱조로 기독교인에게 '그러면 하나님은 없는 데가 없다는 말이냐?'라고 물었다. 이어 그렇다고 답하자 '똥통 속에도 하나님이 계시느냐'고 물었다. 그러자 화가 난 기독교 선교자가 춘성에게 불경스러운 말로 하나님을 모독한다고 화를 낸 뒤, 그에게 와서 비꼬듯 똥통 속에 부처님이 계시느냐고 물었다.
목사는 춘성을 노려보면서 “감히 하나님에게 불경스러운 말을 쓴다”고 화를 내며 물었다. 목사가“부처님도 없는 데가 없느냐?”고 묻자 춘성은“없는 데가 없지!”라고 답하였다. 목사는“그러면 부처님도 똥통 속에 있겠네?”라 하자 그는 "부처가 똥이고 똥이 부처인데 똥통 속에도 부처가 있는 것은 당연하지 않겠는가!"라고 답하였다.
| “ | 똥이 부처님인데 똥통 속에 있고 말고 말할 것이 뭐 있어? | ” |

춘성은 똥 속에도 부처가 있고, 오줌 속에도 부처님이 계신다. 부처님은 어디든 함께하신다. 아니 부처가 곧 똥인데 똥통 속에도 당연히 부처님이 계시지 않겠는가! 하며 대응하였다. 더 이상 할 말이 없어진 기독교 신자들은 다음 정류장에서 황급해 내렸다.

### 나같으면 욕을 하겠다
춘성이 서울 선학원에 있을 때였다. 설봉이 찾아와 춘성에게 물었다.
| “ | 어느 학인이 해제를 하고 봉암사의 성철을 배알하니 즉시 몽둥이로 후려쳤다. 학인은 성철이 때리는 이치를 깨닫지 못하고 떠나려고 인사를 하자 또 후려쳤다. 학인은 그냥 매만 맞고 나와서 상주 갑상사에 계시는 금봉 스님에게 이 사실을 말하였다. 그 후 성철이 남방으로 가다가 갑상사에 들렀다. 금봉이 그 학인의 일을 들어사 만약 내그 그 몽둥이를 맞고 '아야, 아야' 했더라면 그대는 어떻게 할 것이냐고 물었을 때, 성철은 아무 대답도 없이 떠나버렸다. 춘성 자네가 그 때 있었더라면 무어라 했겠나? | ” |

이때 춘성의 입에서는 속사포처럼 빠르게 욕설이 튀어나왔다. 그러자 춘성은 '나는 이 씨브랄놈이라고 하겠다. '라고 답하였다.

## 평가
평론가 조용헌은 '천하의 무애도인이자 걸승' 또는 '천하의 걸림없는 무애도인'이라고 평하였다. 조용헌은 '한평생을 걸릴 것 없이 통쾌하게 살다 간 사람이 춘성 스님이다. 두려움없는 무외의 삶을 살다간 사람이 춘성당이다. 내 자신 별 볼일 없이 초라하다고 느껴질 때마다 나는 춘성당을 생각하면서 힘을 얻는다.'고 했다. 조용헌은 그를 검객으로도 비유하였다. '검객 춘성이 사용하였던 보검은 다름아닌 육두문자였다. 쌍욕을 살활자재로 휘두르면서 무 자르듯이 어떤 놈의 통념을 단칼에 베어버리고, 심약한 사람에게 배짱을 심어주면서 거리낄 것 없이 통쾌한 인생을 살다 간 인물이다.'라고 하였다.
부천대학교 김광현 교수는 “한용운의 상좌로, 백용성과 함께 ‘화엄경’사상을 웅변적으로 전하였던 화엄법사로, 덕숭산 끝자락에서 장좌불와하였던 고집스러운 수행자로, 시대의 선승 만공 회상에서 지독스럽게 참선 수행을 하였던 간화선 수행자로, 도봉산 망월사에서 수좌들을 매섭게 지도하였던 어른으로, 서울 시내의 저잣거리에서 부처님 말씀을 원색의 언어로 전하였던 스님으로, 수많은 보살들을 부처님 세상으로 이끌었던 큰스님”이라고 평하였다.
상좌였던 대선은 그가 수행에 철저하였다 한다. "춘성 스님은 수행에 철저하신 분이셨어. 대체로 나이가 들면 체력이 약해져서 몇 시간씩 앉아 있는 좌선을 생략하는 수가 많은데, 춘성당은 80이 넘어서도 대중들과 똑같이 좌선정진하셨지. 그점이 참 배울만 해"라고 평하였다. 목정배 동국대 명예교수는 “그 분은 신체도 걸출하고, 마음 씀씀이도 그렇고, 선의 공부 어디에 걸림이 없었어. 만약에 춘성 스님이 신라시대의 사람이라면 원효야”라고 춘성을 평가했다.
그는 평생을 두타행과 무소유의 삶으로 일관하였던 욕쟁이 스님이었다. 그러나 그의 비범한 욕설에는 재치가 있고 역설이 있어 그 누구 하나 유쾌하게 웃지 않는 이가 없었다고 한다. 육두문자와 욕설을 통해 위선의 세계를 부숴버리고 그를 통해 도의 편린을 드러낸 기승이라는 평가도 있다. 평생을 옷 한벌 바리때 하나만으로 살다 간 무소유의 실천가, 극락이 마음을 떠나 따로 없다며 종교의 참 뜻을 깨우친 선승, 끝없는 정진을 거듭한 끝에 깨닭음의 경계를 통과한 대자유인이었다.

## 기타
- 그는 6척 장신에 힘도 장사였다[42] 한다.
- 그는 점술과 풍수와 주역, 달마(達磨) 상법 등에도 두루 능통하였다.
- 2002년 10월 철학자 겸 사상가 도올 김용옥이 당일 EBS의 불교철학강의「도올, 인도를 만나다」(목ㆍ금 밤 10시)를 진행 중인 김용옥 전 고려대 교수가 선승의 일화를 소개하면서 육두문자를 그대로 전하여 논란이 되었다.[2] 그러나 논란은 곧 종식되었고, 이를 계기로 대한민국 사회에서 육두문자가 공중파 방송과 라디오 방송에서 허용되는 효과가 나타났다.

## 같이 보기
| - 불교 - 화엄경 - 유머 - 3·1 운동 - 서대문 형무소 - 표현의 자유 - 한용운 - 만공 - 김법린 - 이종욱 - 백담사 - 석왕사 - 전등사 - 백성욱 - 성철 - 용성 - 김구 - 창씨 개명 | - 금강경 - 조계종 - 조선총독부 - 간화선 - 참선 - 영림서 - 풍자 - 박정희 - 육영수 - 나혜석 - 법정 - 일엽 - 이동인 - 망월사 - 한국 전쟁 - 하안거 - 동안거 - 허정숙 | - 제1공화국 - 제3공화국 - 제4공화국 - 무소유 - 참선 - 도봉산 - 설악산 - 금강산 - 마니산 - 김명순 |

## 참고 문헌
- 윤청광, 《큰 스님 큰 가르침》 (문예출판사, 2006)
- 김광식, 《춘성:무애도인 삶의 이야기》 (새싹, 2009)
- 삼중, 《숨겨왔던 많은 이야기들》 (국부카르마, 2009)
- 고은, 《만인보 24, 25, 26권》 (창비, 2007)
- 일지, 《달마에서 임제까지》 (불일출판사, 1991)
- 이상철, 내 삶의 마지막 노래를 들어라 (이른아침, 2007)
- 조태호, 《웃다가 울다가 울다가 웃다가》 (맑은소리 2005)
- 경봉, 《산사에서 부친 편지》 (명정 스님 옮김, 출판사 노마드북스, 2005)